# Штернберг, Яков Исакович
Яков Исакович Штернберг (10 января 1924 Надьварад, Румыния — 13 февраля 1992, Будапешт) — украинский историк, специалист в области истории Венгрии и Закарпатья. Педагог. Доктор исторических наук, профессор.

## Биография
Яков Штернберг родился в 1924 году в городе Надьварад (ныне — Орадеа) в семье служащих.
После окончания начальной школы поступил в гимназию. С 1940 года проживал в Молдавской ССР, окончил вечернюю школу в Бендерах.
После нападения Германии на СССР с 1941 по 1942 годы проживал в Краснодарском крае, а с 1942 по 1944 годы — в Киргизской ССР.
В 1944 году поступил в Богуславский педагогический институт, затем перевёлся на 3 курс исторического факультета Ленинградского государственного университета.
В 1949 году, по окончании университета, получил направление в Ужгородский государственный университет. Работал там лаборантом, с 1957 года — ассистентом, с 1960 года — старшим преподавателем, с 1963 года — доцентом, профессором кафедры истории.
С 1989 года — старший научный сотрудник Центра хунгарологии при Ужгородском университете.
Скончался в 1992 году. Похоронен в Ужгороде.

## Научная деятельность
В 1954 году защитил кандидатскую диссертацию по теме «Освободительная война Венгрии и русско-венгерские отношения в начале XVIII в.»
В 1970 году защитил докторскую диссертацию по теме «Общественные и культурные связи между Россией и Венгрией».
Читал лекции по новой истории и по специальным историческим дисциплинам в Ужгородском государственном университете.
Является автором более 300 научных работ.
Автор разделов коллективных работ:
- Очерки новой и новейшей истории Венгрии (М., 1963)
- Історія міст і сіл Української РСР: Закарпатська обл. (К., 1969,1982)
- История Венгрии: в 3-х томах (М., 1971—1972)

Автор статей в Советской исторической энциклопедии, Большой Советской энциклопедии, Советской энциклопедии истории Украины.
Печатался в периодических изданиях Украины, России, Венгрии, Чехословакии.
Принимал участие в многих республиканских и международных конгрессах, конференциях и симпозиумах, в том числе — хунгарологических.
Основные работы:
- Відгуки на Закарпатті про селянську війну 1784 р. в Трансільванії // Наук. зап. УжДУ. — Ужгород, 1957. — Т.ЗО;
- Неопубликованное письмо Петра І к Ференцу Ракоци // Ист. архив. — 1958. — № 2;
- З історії спільної боротьби угорських і українських селян під час визвольної війни 1703—1711 pp. //Наук. зап. УжДУ. — 1959. — Т.38;
- Голод на Закарпатті в 80-х роках XVIII ст. // Наук. зап. УжДУ. — 1960. — Т.43;
- Изучение руссковенгерских связей в Народной Венгрии // История СССР. −1965. — № 6;
- Utak es talalkozasok [Дороги і зустрічі: Нариси з історії рос.-угорських і укр.-угорських зв’язків]. — Ужгород, 1971;
- Мир поззии и дружбы (Поиски и находки). — Ужгород, 1979;
- Szazadok oroksege [Спадщина століть: Статті з історії рос.-угорських та укр.-угорських зв’язків]. — Будапешт; Ужгород, 1981;
- Стежками сттаршої дочки Ярослава [Мудрого] //Київ. −1988. -№ 7. -С.145-151;
- Венгерськая Венелиана // Ю.І. Венелін і розвиток міжслов’янських взаємозв’язків: Тези доп. і повідомл. наук, конф., присвяч. 150-р. від дня смерті Ю.І.Венеліна. — Ужгород, 1989. — С.21-22.

## Награды
- Орден Красной звезды Венгерской Народной Республики (1989)